# Stephen Peter Rigaud
Stephen Peter Rigaud (1774 — 1839) foi um historiador da matemática e astrônomo inglês.
Foi membro do Exeter College, Oxford, de 1794 a 1810. Foi Catedrático Saviliano de Geometria da Universidade de Oxford, de 1810 a 1827, e Catedrático Saviliano de Astronomia, de 1827 a 1839.

## Obras
- Historical essay on the first publication of Sir Isaac Newton’s Principia (First published 1838)